# Live in a Dive: Bracket
Live in a Dive: Bracket è un album dal vivo del gruppo pop punk statunitense Bracket. Pubblicato nel 2002 dalla Fat Wreck Chords, è la seconda pubblicazione della serie Live in a Dive dell'etichetta di Fat Mike.

## Tracce
1. Trailer Park – 3:14
2. Green Apples – 2:11
3. Hearing Aid – 3:19
4. Warren's Song, Pt. 8 – 1:44
5. Huge Balloon – 2:33
6. Talk Show – 3:45
7. Warren's Song, Pt. 2 – 2:47
8. Hermit – 4:36
9. Happy to Be Sad – 2:00
10. Circus Act – 4:29
11. Back to Allentown – 3:12
12. J. Weed – 3:11
13. Sour – 2:32
14. Lazy – 3:34
15. Parade – 2:16
16. 2RAK005 – 2:35
17. Rod's Post – 2:54

## Formazione
- Marty Gregori - voce, chitarra
- Angelo Celli - chitarra
- Zack Charlos - basso
- Ray Castro - batteria